# ソロ・シコア
ジョセフ・ヨコヅナ・ファトゥ（Joseph Yokozuna Fatu, 1993年3月18日 - ）は、アメリカ合衆国カリフォルニア州サクラメント出身のプロレスラー。WWEにてソロ・シコア（Solo Sikoa）のリングネームで所属。

## 経歴

### NXT時代(2021〜2022)
2021年8月にWWEと契約を結ぶと、10月にソロ・シコアとしてNXTデビュー。グレイソン・ウォーラーとLAナイトがドラキュラの仮装で口論している際に登場し、無言でウォーラーを攻撃した。
2022年1月11日には、ボアとの試合が組まれる。試合は白熱し両者リングアウトとなる。しかしバックステージで乱闘は続き、最後にはボアが火の玉を放ち、シコアは顔を火傷。ただ1月25日のnoDQのフォールズ・カウント・エニウェア・マッチでは、場外テーブルへのスプラッシュで勝利。リベンジを達成した。
その後シコアはその年の4月から6月にかけてNXT北米王座に4度挑戦する機会を得たが、いずれも敗れタイトルを獲得することはできなかった。 

### ブラッドライン入り(2022〜2024)
9月3日、クラッシュ・アット・ザ・キャッスルのメインイベントにて、従兄弟のローマン レインズvsドリュー マッキンタイアのメインイベントにレインズのピンチに現れ介入。レインズの統一WWEユニバーサル王座の防衛をアシストしブラッドライン入り、メインロースターに昇格した。以降ブラッドラインでは無口だが凶暴な執行者(Enforcer)として存在感を増していく。
2022年9月13日のNXT 2.0の1周年記念大会で、シコアはサプライズで登場し、カーメロ・ヘイズを破って5度目の挑戦でNXT北米王座を獲得、念願のWWEでの初タイトルを獲得した。
サバイバーシリーズ2022のウォーゲーム戦では、シコアはブラッドライン組として、ザ・ブロウリング・ブルーツ組の勝利に貢献、翌2023年のレッスルマニア39のメインイベント、ローマン・レインズvsコーディ・ローデスではまたもレインズのピンチで介入、王座防衛に貢献した。2023年中頃のブラッドラインの分裂騒動時もシコアは一貫してレインズ側につき、クラウン・ジュエル2023ではジョン・シナとのシングル戦に勝利するなどブラッドラインの一員としての実績を積み重ねていった。

### ブラッドラインの乗っ取り(2024〜)
2024年のレッスルマニア40のメインイベントは、リベンジを期すコーディ・ローデスがローマン・レインズの王座に挑戦する昨年と同一のカードとなった。シコアは昨年同様レインズのピンチで介入を試みたが、因縁あるジョン・シナがサプライズ登場し、実況席へのAAでシコアを排除、レインズは1316日ぶりに王座から陥落する。
以降数ヶ月ほどレインズは欠場するが、その間にシコアはレインズに変わってブラッドラインの実権を握るようになる。ジミー・ウーソ及びポール・ヘイマンを追放し、タマ・トンガ、トンガ・ロア、ジェイコブ・ファトゥらWWEに新加入した選手らを代わりにユニットに加え、ブラッドラインのリーダー及び、トライバルチーフ(部族長)を名乗るようになった。
2024年8月。サマースラムのメインイベントでコーディ・ローデスの統一WWE王座に挑戦。サプライズ復帰したローマン・レインズの介入もあり、シコアは敗れ王座獲得に失敗した。
2024年10月、バッドブラッドのメインイベントでジェイコブ・ファトゥと組み、ローマン・レインズ&コーディ・ローデス組と対戦。ジミー・ウーソのサプライズ登場などもあり、敗北した。
2024年11月、サバイバー・シリーズのメインイベントのウォーゲームズ戦でローマン・レインズ組と対戦したが敗北した。
2025年6月28日に行われたナイト・オブ・ザ・チャンピオンズでジェイコブ・ファトゥを下し、US王座初戴冠。

## その他
- 有名レスラーを何人も輩出している一族であるアノアイ・ファミリーの一員。
- カリン・クサマ監督の2018年の犯罪ドラマ映画「駆逐艦」でタズの役を演じて俳優デビューを果たしている。

## 得意技

### フィニッシュホールド
スピニング・ソロ
変形裏投げ。シコアの投げ技フィニッシャー。
左サイドから相手の右脇下に頭を潜り込ませるように組みつき、右手を首元に回して担ぎ上げ、大きく旋回しながら体重を浴びせて背中からマットに叩きつける。
ソロ・スプラシュ
サモアン・スパイク
ソロ・シコアの必殺技。ウマガの必殺技と同じ。
左腕で相手の喉元を掴みながら右腕を大きく振りかぶり、相手の喉元目掛けてテーピングでガチガチに固めた右手親指を突き刺し相手を倒す荒技。なおランニング式やセカンドロープから仰向けに寝てる選手に飛びかかるバージョンもある。
フライング・ソーセージ
サモアン・スプラッシュとも呼ばれる。

### その他得意技
サモアン・ドロップ
サモアン・ファイブ・アウト
ワイルド・サモアン・ドロップとも呼ばれる。相手を正面から頭上へ放り投げて、相手をバックフリップの体勢で肩の上へ乗せ、そのまま後方へ倒れ込み相手を背面から叩き付ける。
サモアン・レッキング・ボール
コーナーに倒れ込む相手に対し、対角線を走り込んで自身の臀部で顔面を押しつぶす様に圧殺するランニング・ヒッププレス。叔父ウマガの得意技であり、フィニッシャーとしても使用。
スーパーキック
オーバーハンド・ベリー・トゥー・ベリー・スープレックス
レッグ・ドロップ・オン・アーム
スイング・サイド・アーム
シュート・キック
ナイフ・エッジ・ドロップ
クローズライン
下回し蹴り
スピニング・バック・フィスト
フライング・ウェール・キック
ヘッド・バット・ドロップ
コーナー・バック・スプラシュ
ランニング・セントーン

## タイトル
- アリゾナ・レスリング・フェデレーション
- AWFヘビー級王座 : 1回

WWE
- NXT北米王座（1回）
- WWEユナイテッドステイツ王座（1回）

## 入場曲
- Taking It All 現在使用中
- Get Real